# Shlomo Na’aman

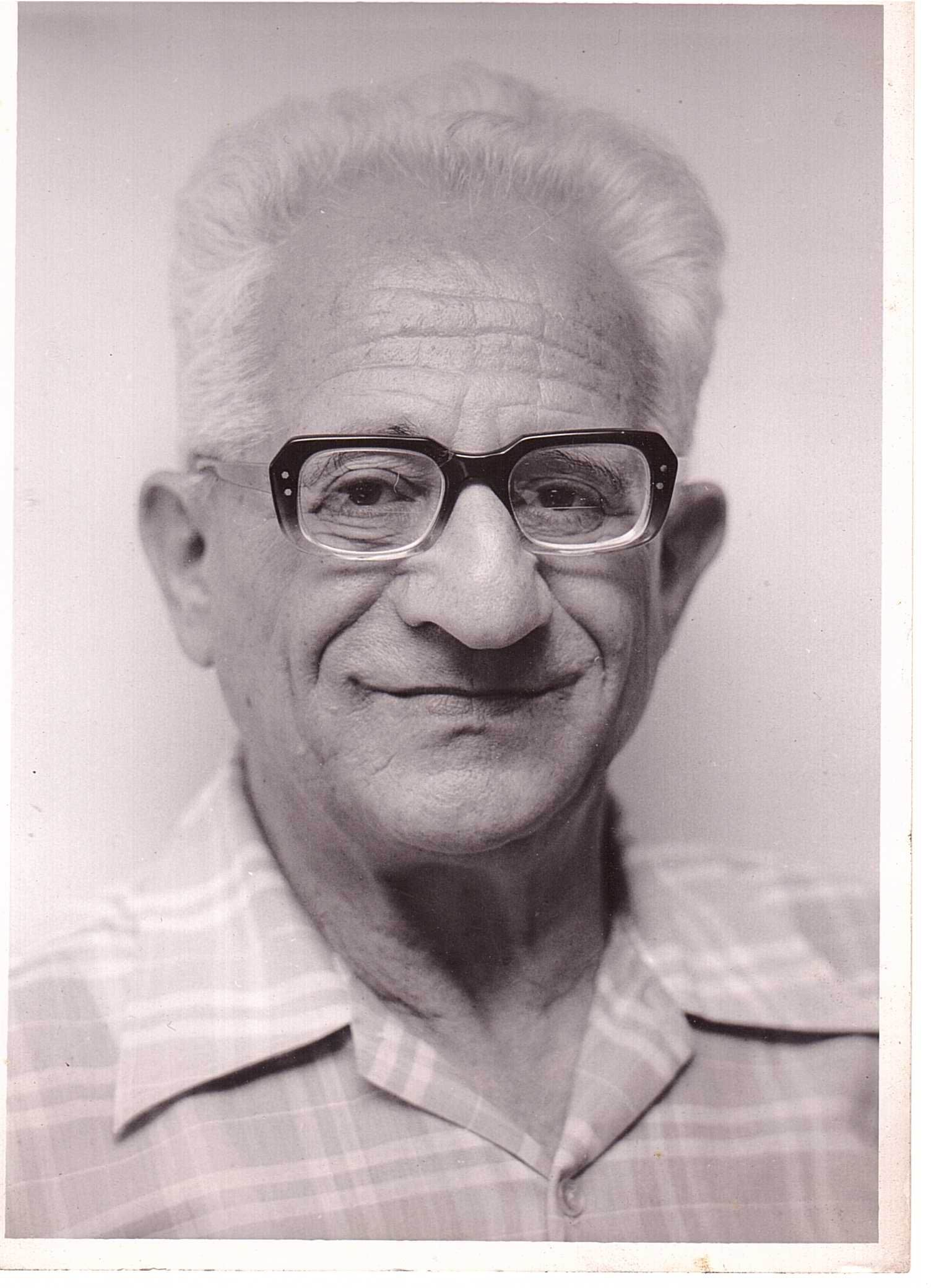
Shlomo Na’aman

Shlomo Na’aman (geb. 10. November 1912 in Essen als Hans Salomon Goldreich; gest. 23. März 1993 in Tel Aviv) war ein israelischer Sozialhistoriker.

## Leben
Shlomo Na’aman wanderte 1932 nach Palästina ein. Er war Professor für Mittlere und Neuere Geschichte an der Universität Tel Aviv und einer der ersten Mitarbeiter am Institut für deutsche Geschichte. Seine Forschungsschwerpunkte lagen auf der Konstituierung der deutschen Arbeiterbewegung, dem Leben von Ferdinand Lassalle und Moses Heß sowie den Anfängen des sozialistischen Zionismus.

## Schriften
- Ferdinand Lassalle. Deutscher und Jude. Eine sozialgeschichtliche Studie, Hannover 1968
- Emanzipation und Messianismus. Leben und Werk des Moses Hess, Frankfurt 1982, ISBN 3593329328
- Ferdinand Lassalle (1825–1864). Anwalt des Rechts und Rechtsanwalt. In: Kritische Justiz (Hrsg.): Streitbare Juristen. Eine andere Tradition. Nomos, Baden-Baden 1988, ISBN 3-7890-1580-6, S. 69–80.
- Marxismus und Zionismus (= Schriftenreihe des Minerva Instituts für deutsche Geschichte, Universität Tel Aviv, Bd. 17). Herausgegeben von Shulamit Volkov. Bleicher, Gerlingen 1997, ISBN 3-88350-463-7.